# Star Z-70

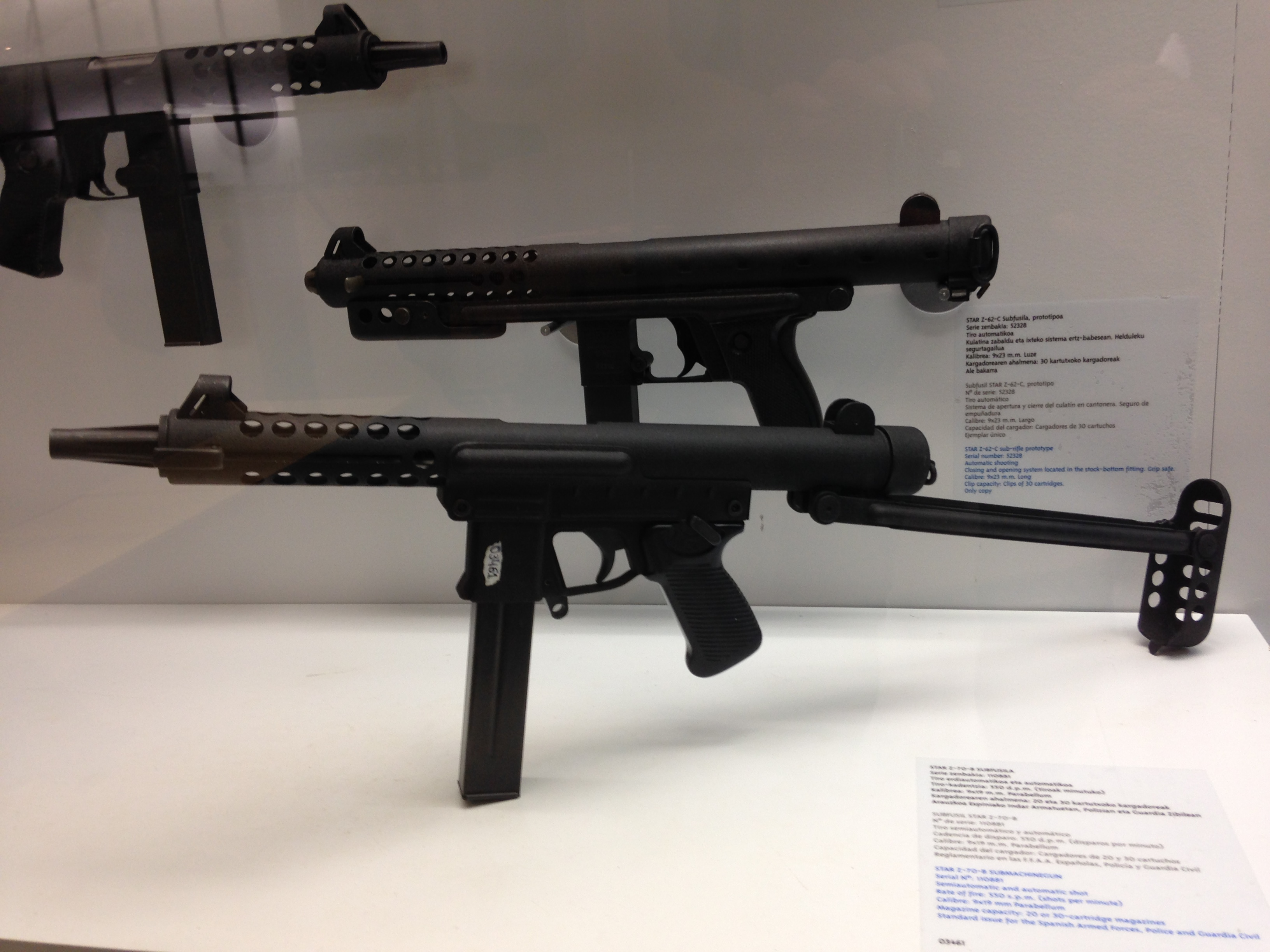
Z-70 STAR du musée d'Eibar

Les PM espagnols modèles Star Z-70 et Z-70B sont des variantes du Star Z-62. Ces deux armes, produites par Star Bonifacio Echeverria S.A. d'Eibar, ont adopté la munition de l'OTAN 9mm Parabellum. l'Espagne adoptera ces deux modèles dans des unités de l'armée de terre espagnole.

## Star Z-70/70B
- Munition:  9mm Parabellum
- Masse à vide: 2,69 kg
- Longueur minimale/maximale: 480 / 701 mm
- Canon: 201 mm
- Cadence de tir: 550 coups par minute
- Chargeur: 20/30 cartouches

## Sources
Cette notice est issue de la lecture des revues spécialisées de langue française suivantes :
- Cibles (Fr)
- AMI (B, disparue en 1988)
- Gazette des Armes (Fr)
- Action Guns  (Fr)
- Raids (Fr)
- Assaut (Fr)